# 岩垂邦彦

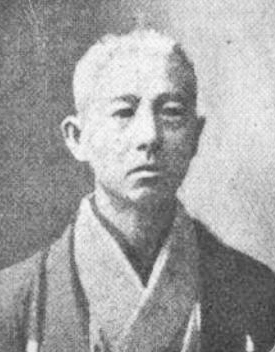
岩垂邦彦

岩垂 邦彦（いわだれ くにひこ、安政4年8月15日（1857年10月2日） - 昭和16年（1941年）12月20日）は技術者、日本の実業家。日本で最初の外資との合弁企業である日本電気（NEC）の創業者。勲五等。

## 来歴
豊前国豊津（現在の福岡県京都郡みやこ町、旧・豊津町）に小倉藩士・喜田村修蔵の次男として生まれる。兄・寛治（娘婿・喜田村朔治の養父）は豊津中学校（現：福岡県立育徳館中学校・高等学校）教師であった。
父・修蔵は岩垂家から喜田村家に婿養子として入ったが、岩垂家の後嗣がなかったため、邦彦が岩垂家を継ぐこととなった。1868年（明治元年）に修蔵が東京で暗殺されたため、仇討ちを志して兄とともに上京した。しかし、国家に尽くすことが真の孝行と考えて仇討ちを断念し、豊津に戻ると1870年（明治3年）に小倉藩が開校した育徳館およびその分校である洋学校で学ぶ。1875年（明治8年）に再度上京して同年10月工学寮の予備教育校に入学。翌年4月に工学寮（在学中に工部大学校に改組）に官費入校した。1882年（明治15年）に工部大学校電信科（現:東京大学工学部）卒業後、工部省の電気技師として従事する。1886年（明治19年）に横浜にあるフレーザー商会の紹介状を手に渡米し、エジソン・マシンワークス（現：ゼネラル・エレクトリック）に入社。テスティング・ルームと呼ばれるトーマス・エジソンの施設で勤務する。
1888年（明治21年）に大阪電灯（関西電力の前身企業の一つ）の設立にあたり、技師として招聘を受けるとともに発電機の調達を求められる。この際、当時の電流戦争でエジソンが直流を主張していたにもかかわらず、岩垂は交流を支持。エジソン・マシンワークスと対立するトムソン・ウェスタンから交流発電機を調達した。帰国後、大阪電灯の技師長に就任。その後、大阪電灯が発電機などを自社生産する動きを見せると、トムソン・ウェスタンが合併したゼネラル・エレクトリック（GE）との信義にもとるとして退社。1894年（明治27年）、岩垂電気商店を設立した。GEは日本での販売代理権を岩垂に与え、岩垂電気商店はGE製品の輸入販売を手がけた。
1895年（明治28年）、ウェスタン・エレクトリック（AT&Tテクノロジーからルーセント・テクノロジーズを経て現・アルカテル・ルーセント）の販売代理権を得て営業代理に配属。これを期に岩垂とウェスタン・エレクトロニック社とパートナーシップを結ぶことになった。1898年（明治31年）3月、ウェスタン・エレクトリックは、沖電機工場（現・沖電気工業）に合弁会社の設立を申し入れ、日本での代理人であった岩垂は、沖牙太郎の申し出により仲介者として交渉に当たったが、条件が折り合わずに交渉は不成立となる。決裂理由として沖が技術国産主義に拘ったなどの説がある。これを受け、岩垂は自ら会社を興して合弁の受け皿とすることを申し出て新会社が同年8月に発足した。この際、岩垂は経営不振に陥っていた三吉正一の三吉電機工場を買収し、これが本社工場となった。その翌年、日本及び欧米諸国間の条約が改正されて合弁会社設立へとなり、1899年（明治32年）7月17日に日本電気株式会社を設立、取締役専務に就任した。
1926年（大正15年）に取締役会長に就任し、1929年（昭和4年）に退任した。1934年（昭和9年）、これまでの功績が称えられ、勲五等瑞宝章を受章した。墓所は横浜市総持寺。
2009年11月、故郷のみやこ町にある福岡県立育徳館中学校・高等学校（育徳館の後身）に記念碑が建立された。

## 家族
- 長男・岩垂好徳 ‐ 大六共同役員。岳父に男爵毛利五郎[9]。
- 長女・喜田村直子 ‐ 大六共同役員。喜田村眼科病院長・喜田村朔治（旧姓・西村、兄・寛治の養子）の妻[10]。
- 二女・岩垂裕 ‐ 万有製薬会長・岩垂亨（旧姓・宇田）の妻[11][12]。
- 二男・岩垂邦雄 ‐ 大六共同役員。岳父に鈴木紋次郎。
- 三男・岩垂捨三 ‐ 日本車輛製造社長。岳父に同社社長の天野七三郎[13]。
- 四男・岩垂梅四郎 ‐ 大六共同、万有製薬役員。岳父に男爵出羽重遠。
- 三女・十合園子 ‐ 照明学会会長で岩崎電気社長の十合晋次の妻。東京女学館卒[14][15]。
- 五男・岩垂平八 ‐ 大六共同役員。岳父に天野七三郎[16]。
- 孫・喜田村善一 - 長女の長男。大阪大学名誉教授。
- 孫・喜田村正次 ‐ 長女の二男。公衆衛生学者。京都帝国大学医学部卒業後、同大助教授、熊本大学教授、神戸医科大学教授、神戸大学教授、神戸学院大学教授を歴任、水俣病の研究で知られる。岳父に天野七三郎[16][17]。
- 孫・喜田村健三 - 長女の三男。万有製薬（現：MSD、メルク・アンド・カンパニーの日本法人）元専務取締役
- 孫・岩垂孝一 ‐ 二女の長男。万有製薬社長[12]。
- 曽孫・喜田村洋一 - 弁護士（ミネルバ法律事務所所属）。
- 玄孫・小川コータ - 発明家、シンガーソングライター。日本におけるフリック入力考案者でもある[18]。